# Stor knopplav
Stor knopplav (Mycobilimbia pilularis) är en lavart som först beskrevs av Gustav Wilhelm Körber och som fick sitt nu gällande namn av Joseph Hafellner och Roman Türk. 
Stor knopplav ingår i släktet Mycobilimbia och familjen Lecideaceae. Enligt den finländska rödlistan är arten otillräckligt studerad i Finland. Arten är reproducerande i Sverige. Artens livsmiljö är klippor (inklusive flyttblock).